# Pedro Orfila
Pedro Orfila Artime (Luanco, 6 marzo 1988) è un calciatore spagnolo, difensore del Marino de Luanco.

## Carriera
Ha giocato nella massima serie e nella seconda divisione spagnola.